# Lesbia
Pour les articles homonymes, voir Lesbia Magazine et Lesbia (genre).

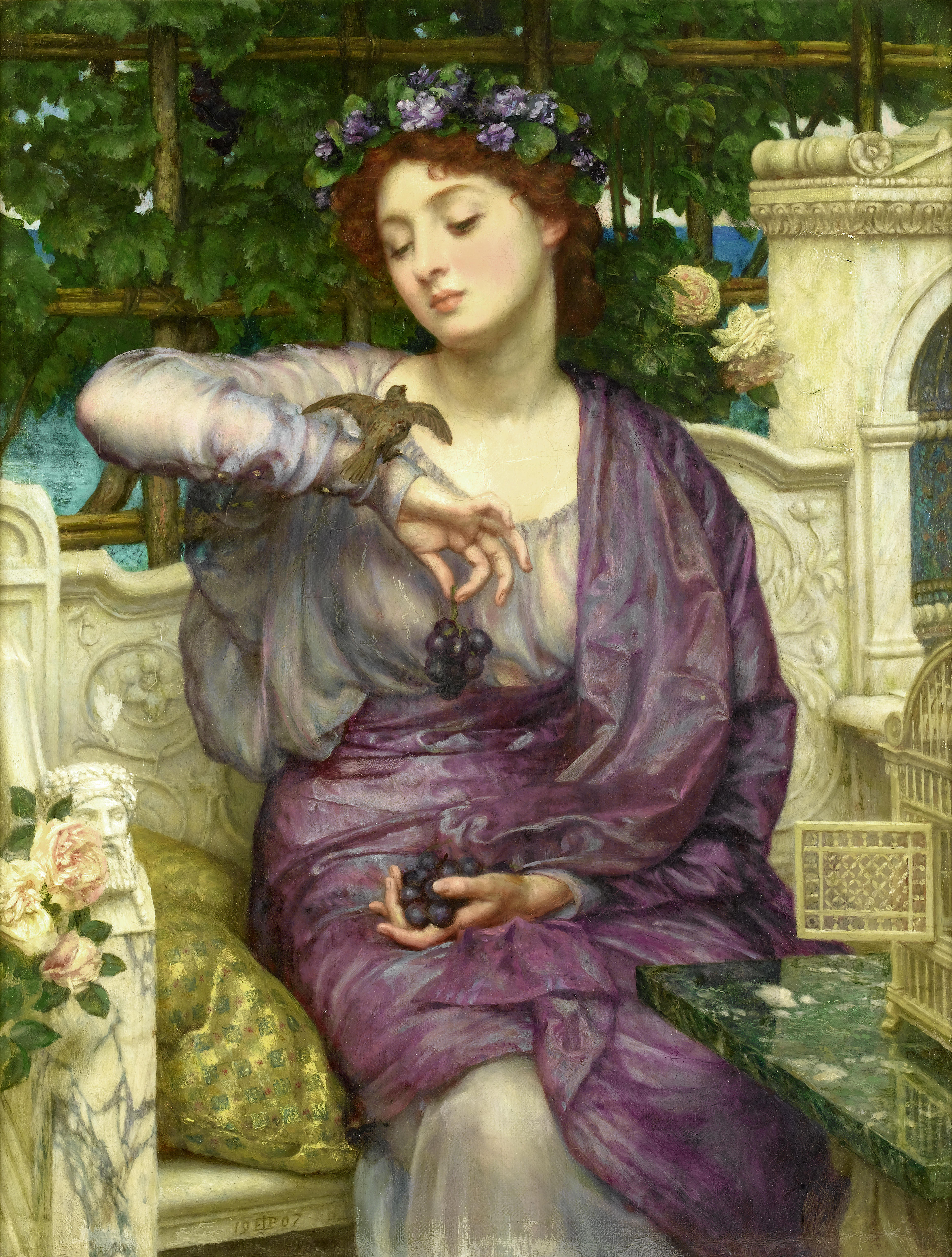
Lesbia et son moineau, huile sur toile d'Edward Poynter (1907).

Lesbia (ou Lesbie en français) est la maîtresse à laquelle le poète romain Catulle (87-54 av. J.-C.) dédie de nombreux poèmes. Son identification avec une personne réelle et la portée de cette identification sont discutées. Le personnage de Lesbia a inspiré plusieurs artistes après l'Antiquité.

## Problème de la réalité de Lesbie
On ne la connaît que par les poèmes de Catulle. Elle serait en fait Claudia, épouse du consul Quintus Metellus Celer, aux mœurs assez libres. Selon Apulée, un auteur d’Afrique qui a vécu bien plus tard (v. 125-v. 170), « Lesbia » était en réalité un nom de plume inventé par Catulle. Elle est le sujet d’environ la moitié des 118 poèmes qui nous sont parvenus. Catulle aurait donné le nom de Lesbie à sa belle en l'honneur de la poétesse grecque Sappho. Cette dernière vivait sur l'île de Lesbos et tenait une école pour femmes, où elles apprenaient l'érotisme et la poésie.
Lesbia est traditionnellement identifiée à Clodia, répudiée par Lucullus pour inconduite et remariée à Quintus Caecilius Metellus Celer et sœur du démagogue Clodius Pulcher, poursuivie par Cicéron dans Pro Caelio, bien que cette conclusion manque de preuves évidentes, et soit contestée par une minorité de spécialistes.

## Postérité dans l'Antiquité
Martial l'évoqua dans une épigramme :
« Donne-moi, Diadumène, des baisers appuyés. Combien ? dis-tu.

[...].

Je n'en veux pas autant que ceux que Lesbia, à force de prières, donna au fin Catulle ».

## Postérité après l'Antiquité

### Représentations dans les arts
Lesbie est représentée sur de nombreux tableaux ou sculptures, qui la montrent en général accompagnée d'un moineau, un thème inspiré par le poème III de Catulle où le poète déplore la mort de l'oiseau de sa maîtresse.

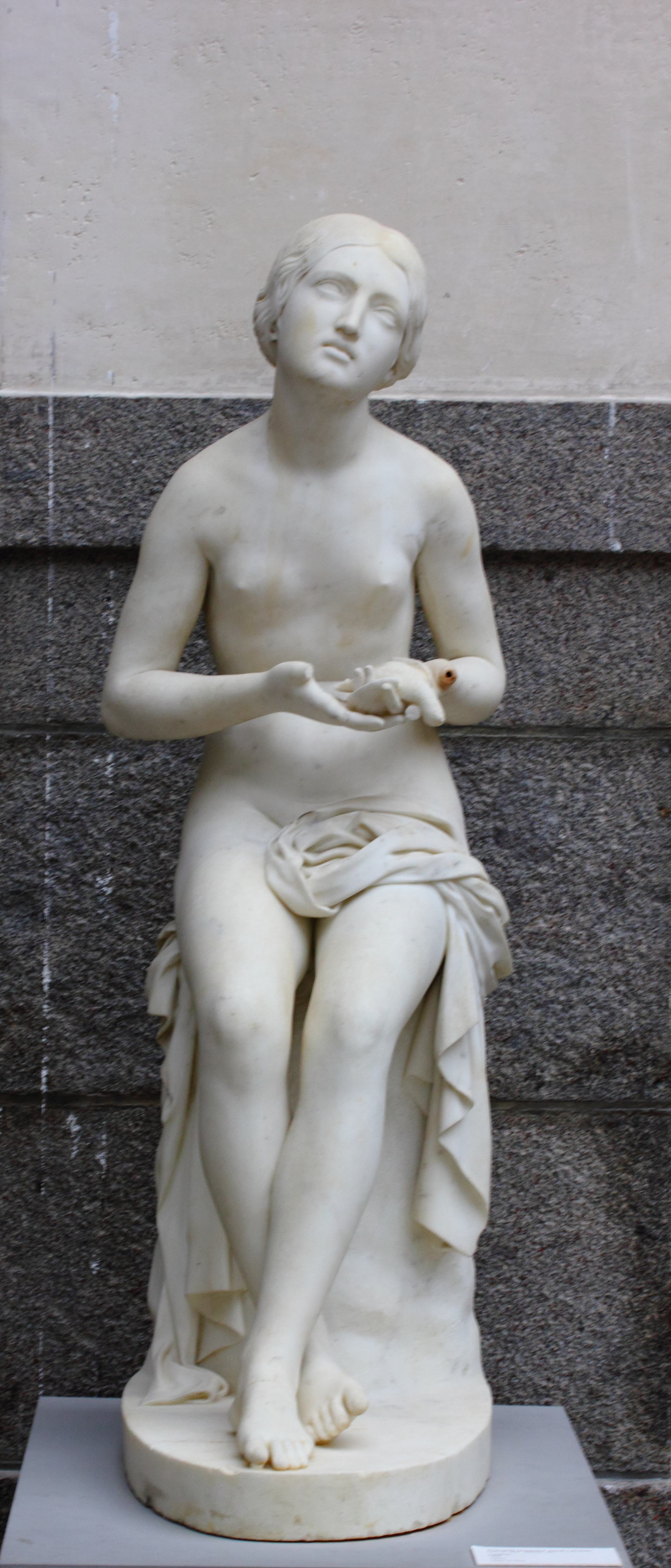
Lesbie, François Lanno, 1832, musée des beaux-arts de Rennes.
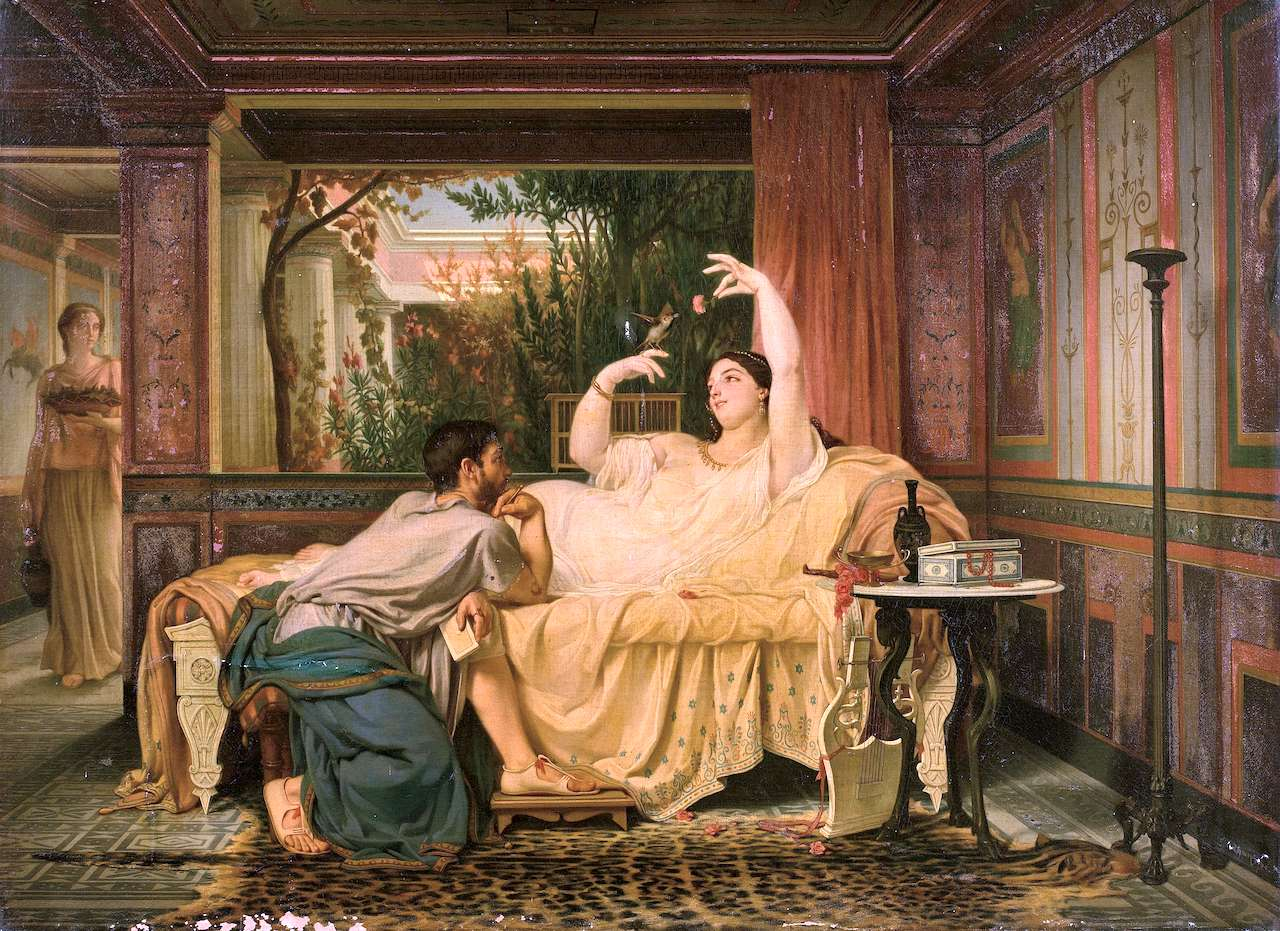
Le Moineau de Lesbie, Charles-Guillaume Brun, 1860.
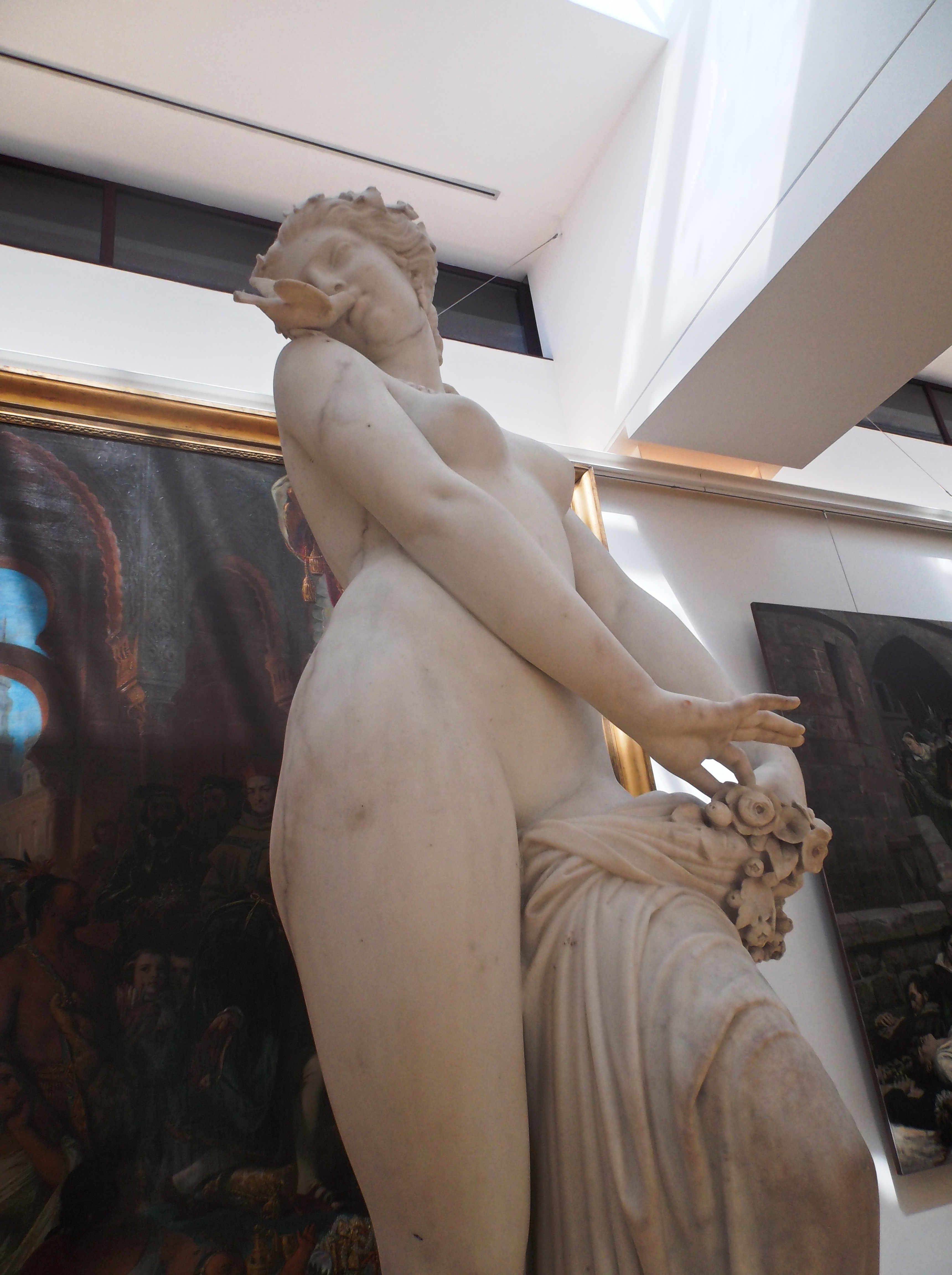
La Toilette de Lesbie, Jacques-Hyacinthe Chevalier, 1861, musée d'art Roger-Quilliot.
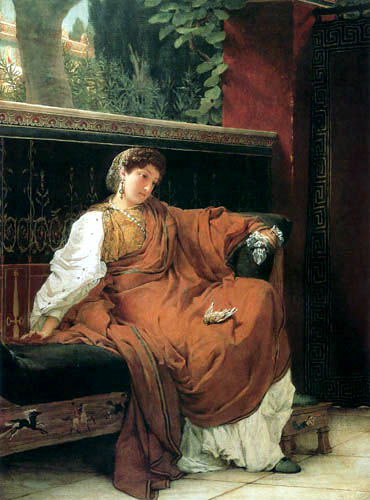
Lesbia and sparrow, Lawrence Alma-Tadema, 1866.
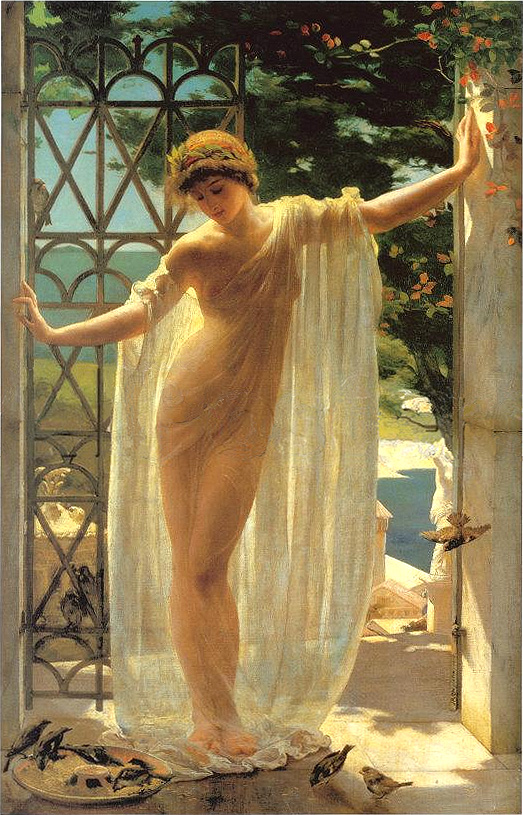
Lesbia, John Reinhard Weguelin, 1878.
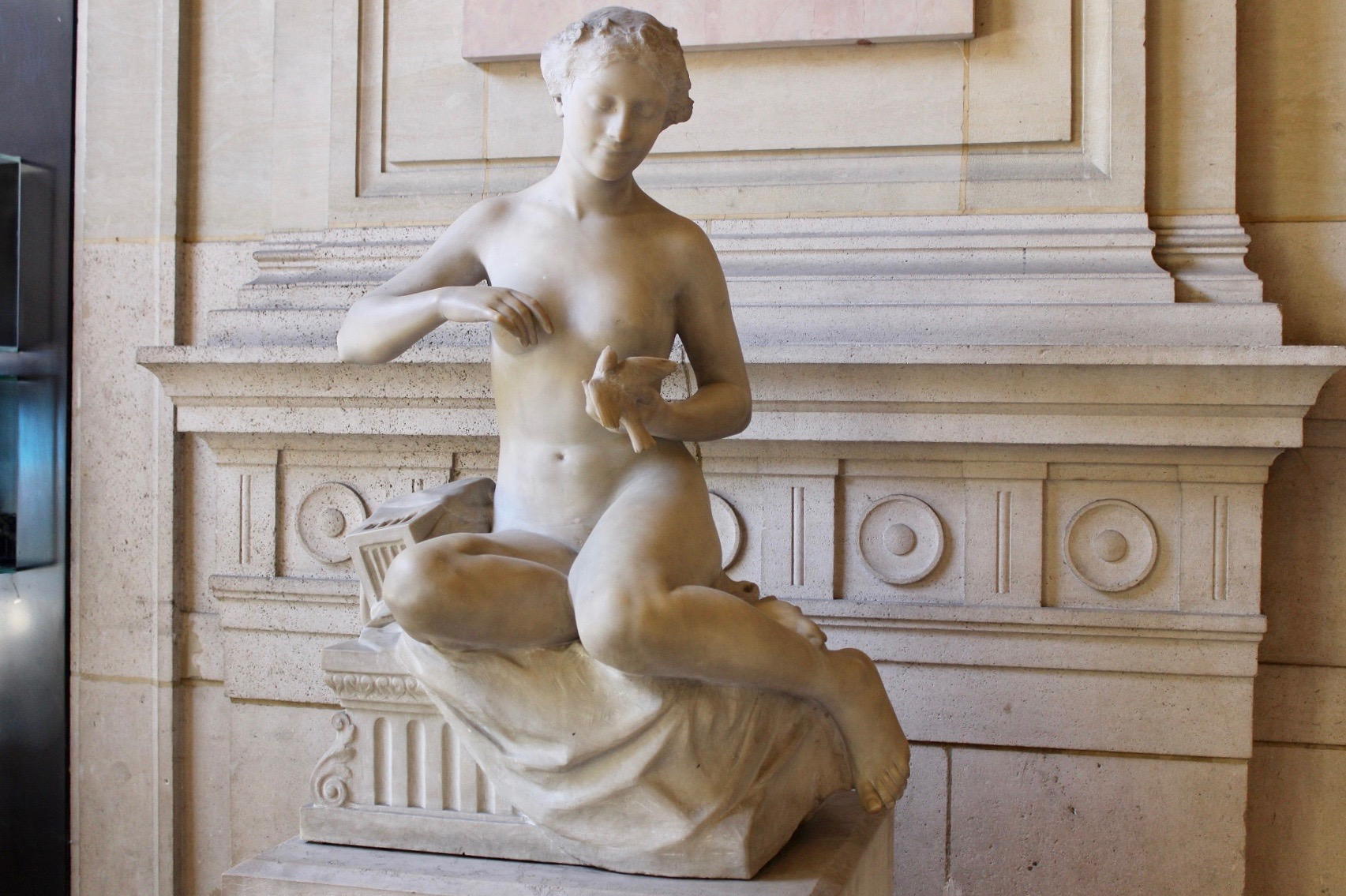
Le Moineau de Lesbie, Laure Coutan, 1911, hall de la mairie du 16e arrondissement de Paris.